# Liangzhu kultura
Liangzhu kultura (kineski: 良渚文化, pinyin: iángzhǔ wénhuà) je bila posljednja arheološka kultura kasnog neolitika (3400. pr. Kr. - 2250. pr. Kr.) u delti rijeke Jangce. 
Arheološke arheološke ruševine Liangzhua (良渚遗址 u naselju Pingyao, okrug Yuhang grada Hangzhoua, Zhejiang), poznato kao „Prvi kineski grad”, otkrivaju ranu regionalnu državu s jedinstvenim sustavom vjerovanja koji se temelji na uzgoju riže u kasnom neolitiku u Kini. Lokalitet se sastoji od četiri područja: područja Yaoshan, područja visoke brane u ušću doline, područja niskog nasipa na ravnici i gradskog područja. Ove ruševine su „izvanredan primjer rane urbane civilizacije izražene zemljanim spomenicima, urbanističkom planiranju, sustavu očuvanja vode i društvenoj hijerarhiji koja se vidi u diferenciranim ukopima na grobljima unutar lokaliteta”. Zbog toga su arheološki ostaci grada Liangzhua 2019. godine upisani na UNESCO-ov popis mjesta svjetske baštine u Aziji.
God. 2007. analiza DNK iz ljudskih ostataka Liangzhu kulture pokazuje visoke frekvencije „haploskupina O1” koji povezuju ovu kulturu s modernim Austronezijskim i Tai-Kadai narodima. Vjeruje se da je Liangzhu kultura ili druge srodne kulture izvorna domovina austronezijskih govornika.

## Odlike
Liangzhu kultura odlikuje napredna poljoprivreda navodnjavanja rižinih polja i kanala. Otkriven je i oko 5.100 godina star sustav brana, kanala i akumulacija, koji su omogućuvali navodnjavanje 10.000 hektara poljoprivrednog zemljišta. 
Nastambe su uglavnom bile izgrađene u hrpama na rubovima rijeka ili jezera.
Kultura Liangzhua bila je iznimno utjecajna i njezina sfera utjecaja dosezala je daleko sjevernije od Shanxija i južnije od Guangdonga. Kultura je nazvana po mjestu Liangzhu gdje je otkrivena i gdje je Shi Xingeng vršio prva iskapanja 1936. god. Važnija mjesta Liangzhu kulture su: Liangzhu, Fanshan, Yaoshan, Yuhang, Sidun, Mojiaoshan i Huiguanshan.
Tijekom 1970-ih i 1980-ih arheolozi su otkrili kasne neolitske grobnice u području jezera Tai, u donjoj dolini Jangcea. Oni potječu iz razdoblja između 3400. i 2000. godine prije Krista. Više od 5000 komada žada pronađeno je u ovim grobnicama, uključujući perforirane diskove i cijevi. S obzirom na to da je upotreba metala još uvijek bila strana, ovi predmeti su vjerojatno urezani zubima morskog psa. Najtipičniji objekti su kameni cilindri (cong), od kojih najveći teže 3,5 kg. Tu su i bi diskovi i ceremonijalni yue sjekire, kao i privjesci s ugraviranim prikazima ptica, kornjača ili riba. Predmeti od žada iz Liangzhua imaju izgled mliječno bijele kosti, zbog svoje izvorne stijene, tremolita, i učinka tekućica prisutnih na pogrebnim mjestima, dok su predmeti napravljeni od žada nefrita, aktinolita ili serpentina samo zelenih nijansi.
Za njih se vjeruje da su bili obredni predmeti koje je darivao kralj, a njihovo korištenje bilo je povezano s obožavanjem neba i zemlje. Fino izrađeni veliki obredni predmeti od žada, često s motivom taotie (obično simetrična zoomorfna maska s parom očiju bez donje vilice) su trajno obilježiti kinesku kulturu i umjetnost. Velika važnost koju je žad u to vrijeme imao na ovom području vidi se iz teksta Zhouli ( 周禮, tj. „Obredi Zhoua”) iz otprilike između 400. i 300. pr. Kr. koji svjedoče kako su se ti predmeti od žada još koristili tijekom dinastije Zhou (1000. – 221. pr. Kr.).
- Predmeti od žadu grobnici elite Liangzhu kulture, Nanjing muzej
- Bi disk od žada iz Liangzhu kulture, Šangajski muzej
- Detalj conga iz grobnice br. 12. u Fanshanu (3000.-2000. pr. Kr.), Muzej Zhejianga, Hangzhou
- Cong s motivima maske, bijeli žad, oko 3300.-2200. pr. Kr., Kineski nacionalni muzej, Peking.
- Sjekira yue od žada pronađena 1987., Nacionalni muzej Kine u Liangzhu

## Vanjske poveznice
|  | Zajednički poslužitelj ima još gradiva o temi Liangzhu kultura |